# Soundop
Soundop est un village de la Région du Littoral du Cameroun, situé dans la commune de Baré-Bakem. Il est situé à 12 km de Melong par Bayon.

## Population et développement
En 1967, la population de Soundop était de 158 habitants, essentiellement des Baréko. La population de Soundop était de 201 habitants dont 90 hommes et 111 femmes, lors du recensement de 2005.